# Teodoro Obiang Nguema Mbasogo
Teodoro Obiang Nguema Mbasogo (Acoacán, 5 giugno 1942) è un politico e generale equatoguineano.
Dal 3 agosto 1979 è de facto presidente e dittatore della Guinea Equatoriale, quando abbatté il regime dittatoriale di suo zio Francisco Macías Nguema tramite un colpo di Stato militare. È il leader africano in carica da più tempo ed il primo al mondo tra i Capi di Stato dei Paesi non monarchici; ne sono stati ripetutamente denunciati i gravissimi abusi dei diritti umani. Tra il 2011 e il 2012 è stato presidente di turno dell'Unione africana.

## Biografia

### Inizi
Nacque all'interno del clan di Mongomo, nella città di Acoacán (Provincia Wele-Nzas). Terzo di dieci figli, compì i primi studi presso la scuola "Cardinal Cisneros" e il liceo amministrativo di Bata. In seguito si formò all'Accademia Militare di Saragozza dal 1963 al 1965 e divenne uno dei primi ufficiali africani nella Guardia Territoriale della Guinea Equatoriale, che al tempo era ancora una colonia spagnola, ma che godeva già dell'Autonomia Interna dal 1964.

### Carriera
Nel 1963 venne nominato tenente della Guardia Nazionale e in aggiunta alla carriera militare ottenne una laurea in giurisprudenza presso l'Universidad Nacional de Educación a Distancia (UNED) e un dottorato honoris causa all'Università nazionale della Guinea Equatoriale. 
Il 12 ottobre 1968, giorno dell'indipendenza della Guinea Equatoriale dalla Spagna, assunse la carica di capo delle Forze Armate. Nel contempo suo zio Francisco Macías Nguema, vincitore delle prime elezioni presidenziali dopo l'indipendenza, instaurò una dittatura nel Paese equatoriale che spinse alla fuga oltre 100.000 profughi, equivalenti ad un terzo della popolazione di allora.

### Presidenza
Il 3 agosto 1979 guidò il colpo di Stato militare (ufficialmente definito "golpe della Libertà") che destituì Macías e lo portò ad essere arrestato, processato per genocidio e condannato a morte. Prese quindi il suo posto, aiutato dal Gabon (dove si era già affermato un dittatore di lungo corso come Omar Bongo) e il 10 ottobre venne istituito il ''Consiglio Militare Supremo" da lui presieduto in qualità di capo delle Forze Armate. Obiang si trovò di fronte un paese sull'orlo del collasso demografico e finanziario e tentò di migliorarne le condizioni, riuscendovi in parte. 
Aderì alla Comunità economica e monetaria dell'Africa centrale (CEMAC), adottando il Franco CFA come moneta e aprendo ai Paesi occidentali. Riuscì anche a ottenere aiuti internazionali che si dimostrarono molto importanti, e instaurò buoni rapporti con la Spagna.

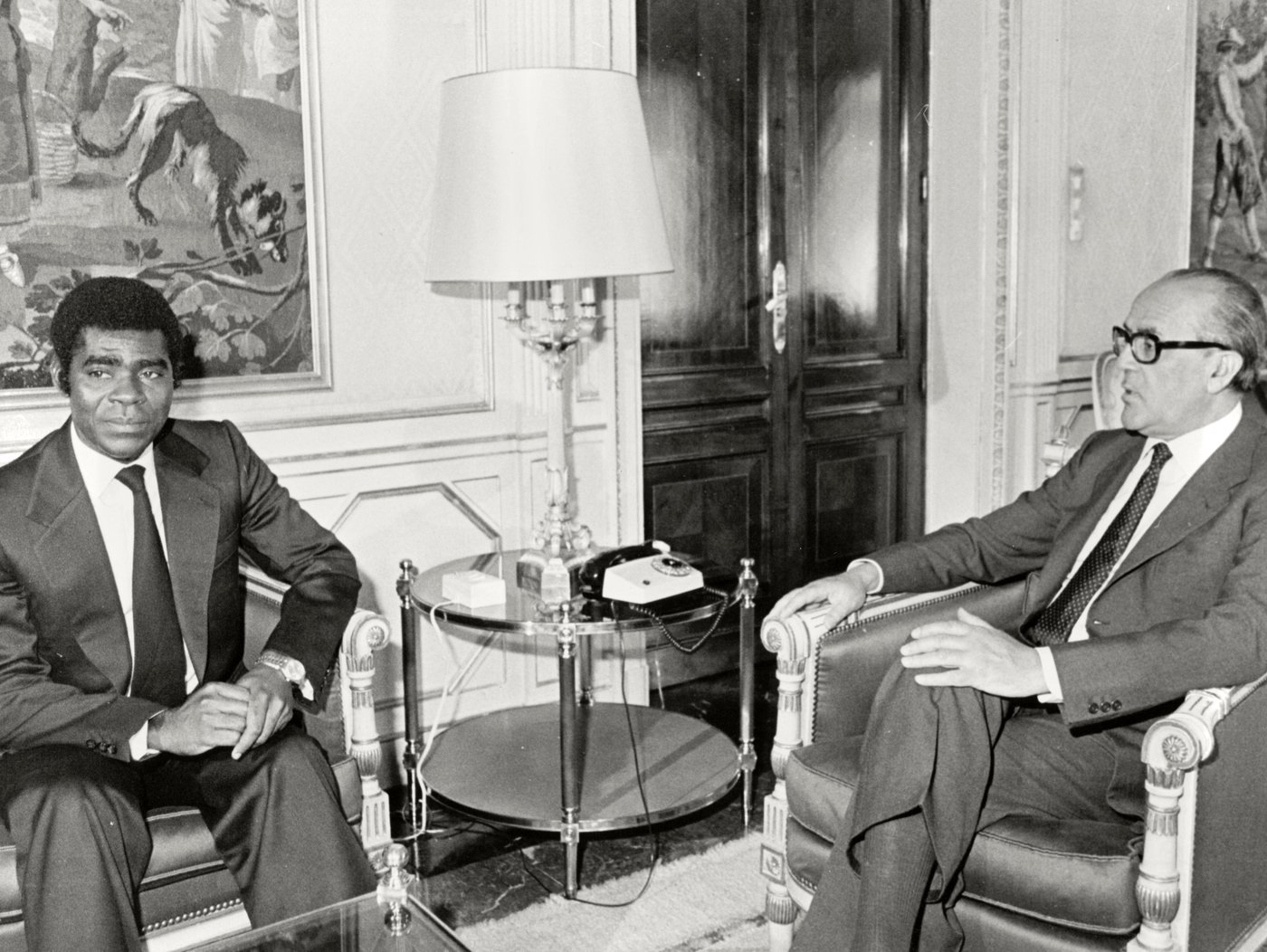
Obiang con il presidente del Governo spagnolo Leopoldo Calvo-Sotelo al Palazzo della Moncloa nel 1982.

Il 15 agosto 1982 indisse il referendum costituzionale per l'approvazione della "Legge fondamentale della Guinea Equatoriale"; la nuova costituzione, promulgata il 7 settembre, ha garantito al Capo dello Stato ampi poteri, in virtù dei quali praticamente governa per decreto.
Sulla scorta di questo plebiscito, con cui ha esteso i suoi poteri presidenziali, Mbasogo ha scatenato la repressione di qualsiasi forma di opposizione politica. Mbasogo è perciò considerato uno dei più brutali e feroci capi politici del mondo e, non di rado, viene definito un dittatore. 
Obiang è stato comunque confermato presidente alle elezioni presidenziali del 1989, 1996, 2002 con alcune circoscrizioni elettorali che hanno registrato il 103% dei voti, 2009 con il 95,76%, 2016 con il 93,53% e 2022 col 97%, condannate come fraudolente dagli osservatori internazionali. 

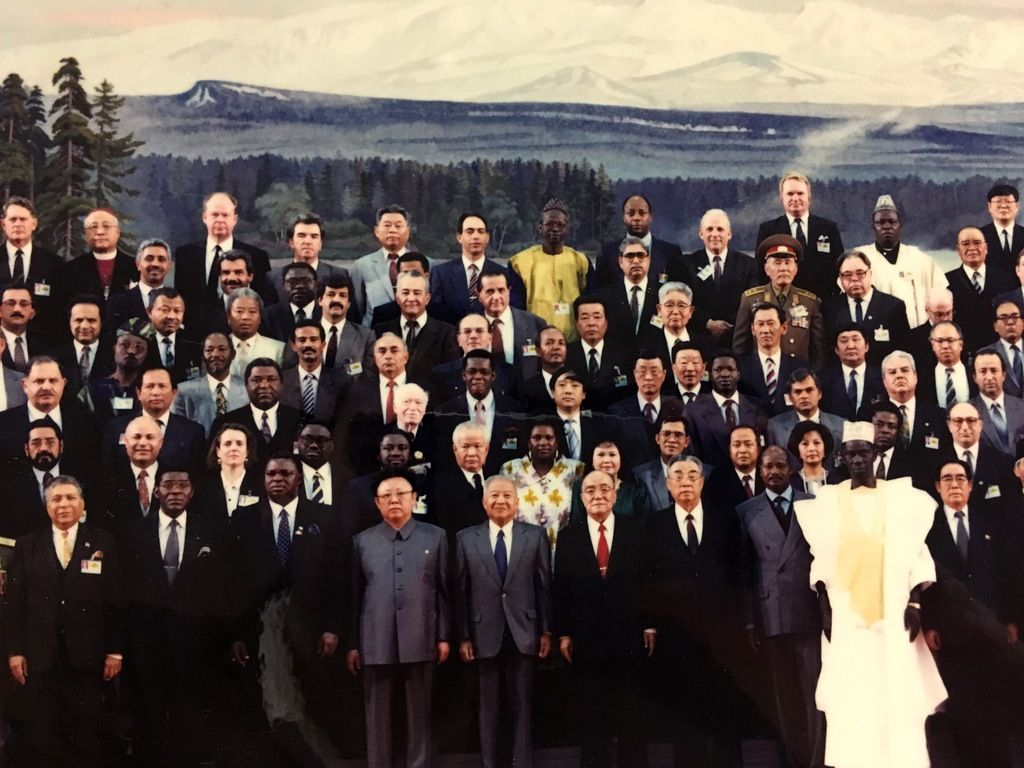
Obiang (prima fila, secondo da sinistra) alla cerimonia dell'80° anniversario della nascita di Kim Il-Sung in Corea del Nord nel 1992.

Le prime elezioni legislative si svolsero invece il 21 novembre 1993: esse videro la vittoria della formazione di Obiang, il Partito Democratico della Guinea Equatoriale, che ottenne ben 68 seggi degli 80 da assegnare. Alle elezioni parteciparono tuttavia anche alcuni partiti di opposizione, ma questo non ha impedito che anche in seguito i loro esponenti fossero incarcerati. 

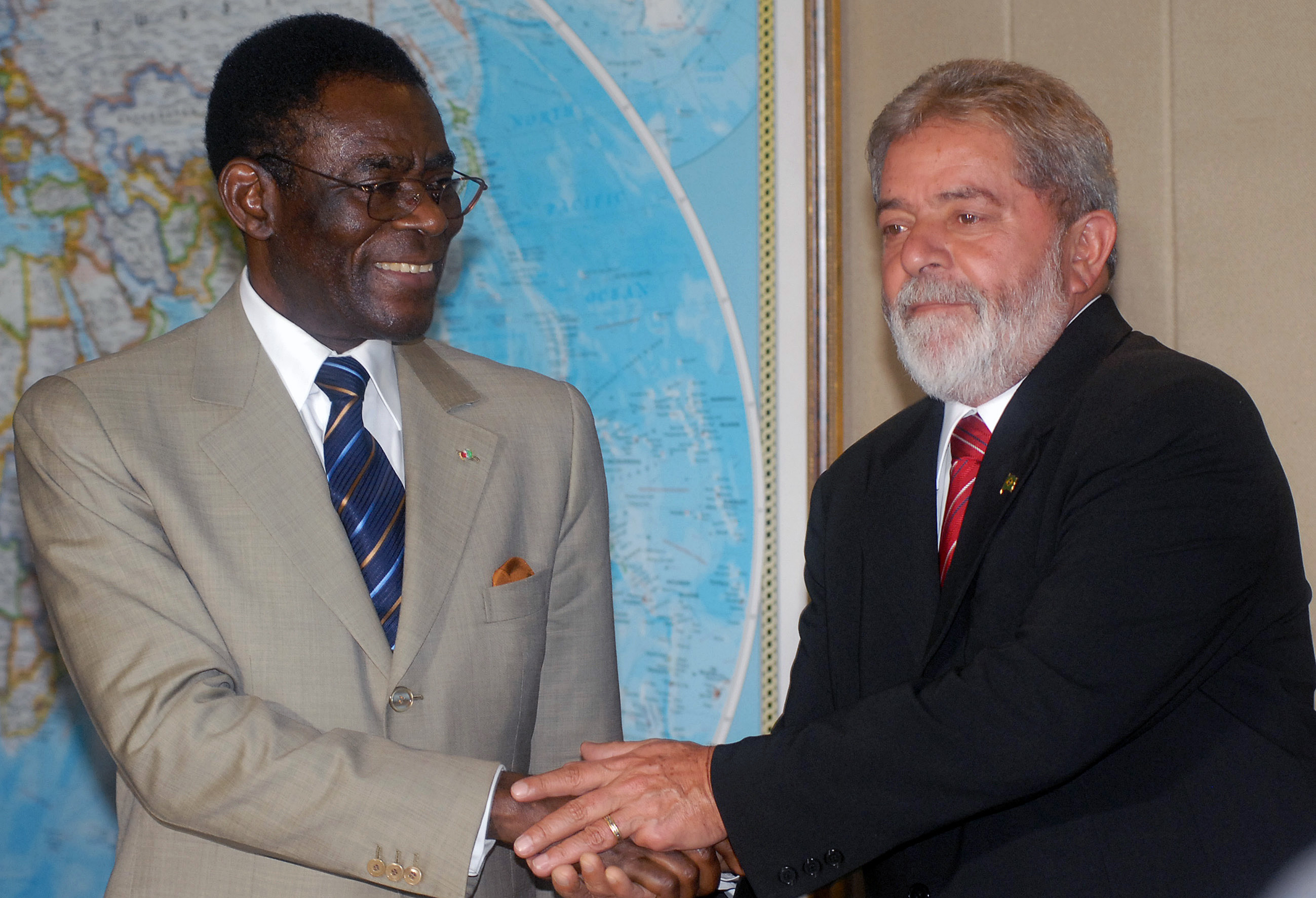
Obiang con il presidente del Brasile Luiz Inácio Lula da Silva nel 2008.

Nel 2011 ha annunciato la fondazione della nuova capitale del paese, Oyala, la quale si trova nella parte centrale della zona continentale del Paese. I lavori avrebbero dovuto essere ultimati entro il 2020.

### Colpi di Stato
Ci sono stati una decina di tentativi, veri o presunti, di rovesciare il suo governo. Uno ci fu nel 2004 quando i golpisti, finanziati da Mark Thatcher (figlio del primo ministro britannico Margaret Thatcher), riuscirono ad arrivare al palazzo presidenziale ma senza riuscire a portare a termine il golpe; l'ultimo risale nel dicembre 2017 ma è stato ipotizzato che sia stato orchestrato da lui stesso per eliminare alcuni oppositori.

## Vita privata
È poligamo ed ha avuto 42 figli dalle sue 4 mogli. La prima è Constancia Mangue Nsue Okomo, detta Ze, la pantera.
Risulta malato di cancro alla prostata e vive in diversi palazzi in diverse località (isola di Malabo, Acoacán, Bata e Ciudad de la Paz) circondato da mercenari russi e ucraini a cui ha appaltato la sicurezza del Paese e dalla guardia presidenziale formata, da quando ha preso il potere, da marocchini.
Suo nipote è il calciatore Pedro Obiang.

## Controversie

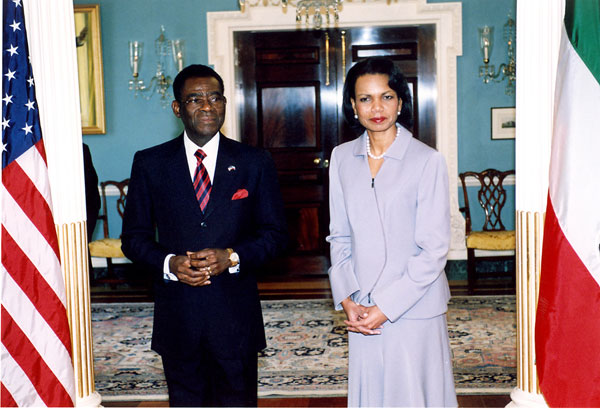
Obiang col segretario di Stato statunitense Condoleezza Rice nel 2006.

Il governo di Obiang, in un primo momento giudicato meno brutale di quello di suo zio, è considerato uno dei più corrotti, etnocentrici e repressivi al mondo. Sebbene il presidente abbia firmato un decreto anti-tortura nel 2006 che vieta ogni forma di abuso e uso improprio della carcerazione e con il quale ha commissionato l'ammodernamento delle carceri per garantire il trattamento umano dei prigionieri, la violazione dei diritti umani continua, in violazione delle Standard Minimum Rules for the Treatment of Prisoners adottate dalle Nazioni Unite nel 2015 (le cosiddette Mandela Rules). Da tempo, del resto, Human Rights Watch, Amnesty International e altre organizzazioni non governative hanno documentato gravi abusi dei diritti umani nelle carceri, torture, pestaggi, morti inspiegabili e detenzioni illegali. 
Viene inoltre paragonato a Idi Amin Dada, despota ugandese. Se Nguema aveva assunto titoli quasi divini, Mbasogo, per egocentrismo e culto della personalità, non si è dimostrato poi molto da meno. Un articolo della BBC del luglio 2003 fece notare come un programma radiofonico dell'etnia fang quasi divinizzasse il Presidente; lo stesso articolo osservò che nel paese non esistono giornali che escono quotidianamente. Si riferisce anche a se stesso come El Jefe (il capo). I suoi avversari politici lo hanno accusato di cannibalismo; in particolare, di consumare parti dei suoi nemici al fine di ottenere il potere.

### Deriva cleptocratica

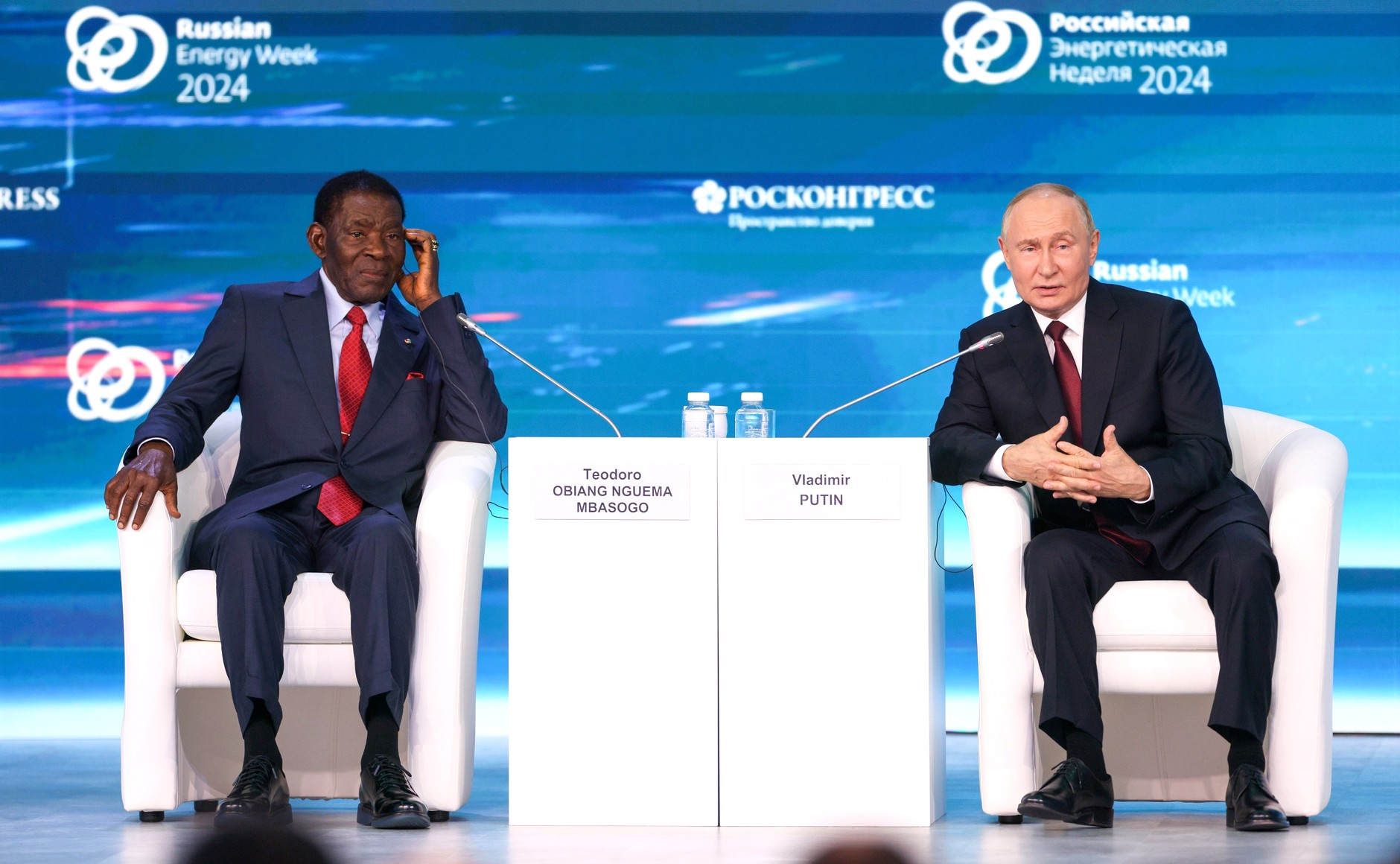
Obiang con il presidente della Federazione Russa Vladimir Putin nel 2024

Il piccolo paese è ricco di idrocarburi; si stima che, per questo motivo, il patrimonio di Obiang si aggiri oggi intorno ai 600 milioni di dollari, tanto che la rivista Forbes lo ha collocato all'ottavo posto nella classifica dei sovrani e dei dittatori più ricchi del mondo. Dalla fine degli anni novanta, dopo la scoperta di enormi giacimenti di petrolio, è stata intensificata l'attività estrattiva: ciò ha comportato un rapido aumento delle performance economiche, facendo spiccare la Guinea Equatoriale tra i paesi con i più alti tassi di crescita del continente africano.
Naturalmente il settore petrolifero contribuisce alla formazione della maggior parte del PIL del paese; ciò comporta una sostanziale dipendenza della sua economia dall'andamento del mercato degli idrocarburi e contribuisce a concentrare grandi quote del PIL in una ristretta cerchia di industriali. Nel 2004 mercenari europei e sudafricani hanno tentato di destituire Obiang con un colpo di Stato, da lui sventato con l'aiuto dello Zimbabwe. Il tentato golpe ha attirato l'attenzione dei media per il coinvolgimento di Sir Mark Thatcher, figlio di Margaret Thatcher, che avrebbe finanziato l'operazione. In quell'occasione Mbasogo ha accusato i governi occidentali e alcune multinazionali di aver orchestrato un complotto per ucciderlo allo scopo di impadronirsi delle risorse energetiche del Paese, anche se successivamente furono accreditate anche versioni alternative dei fatti.

### Nepotismo
Il figlio Teodoro Nguema Obiang Mangue, avuto dalla moglie Constancia Mangue, viene nominato secondo vicepresidente del paese nel 2012, e diventa vicepresidente unico nel 2016 ed è perciò favorito alla successione paterna, nonostante il lussuoso tenore di vita lo abbia più volte collocato sotto lo scrutinio della stampa internazionale.